# Аліна Булмаг
Аліна Булмаг (6 вересня 1995) — молдовська плавчиня. Учасниця Чемпіонату світу з водних видів спорту 2017, де в попередніх запливах на дистанції 100 метрів брасом посіла 34-те місце і не потрапила до півфіналів.